# Pocerski Metković
Pocerski Metković (em cirílico: Поцерски Метковић) é uma vila da Sérvia localizada no município de Šabac, pertencente ao distrito de Mačva, na região de Mačva. A sua população era de 724 habitantes segundo o censo de 2011.

## Demografia
| 1948  | 1953  | 1961  | 1971  | 1981  | 1991 | 2002 | 2011 |
| ----- | ----- | ----- | ----- | ----- | ---- | ---- | ---- |
| 1 442 | 1 537 | 1 321 | 1 142 | 1 063 | 917  | 857  | 724  |